# Calophyllum macrophyllum
Espèce
Statut de conservation UICN

 VU D2 : Vulnérable
Calophyllum macrophyllum est une espèce de plantes à fleurs de la famille des Clusiaceae, selon la classification classique, des Calophyllaceae, selon la classification phylogénétique.

## Publication originale
- Natuurkundig Tijdschrift voor Nederlandsch-Indië 32: 405. 1871.